# 27e division d'infanterie (France)
Pour les articles homonymes, voir 27e division.
La 27e division d'infanterie est une division d'infanterie de l'armée de terre française qui a participé à la Première Guerre mondiale et à la Seconde Guerre mondiale.

## Les généraux commandant la27edivisiond'infanterie
- 18 octobre 1873 - 6 mai 1875 : général Cambriels
- 1876 : général d'Auvergne
- 1879 : général d'Aries
- 1er avril 1884 - 15 juillet 1885 : général de Saint-Hilaire
- 24 juillet 1885 : général Fay
- 18 mai 1887 : général Lespieau
- 15 avril 1894 - 16 décembre 1895 : général Zédé
- 26 décembre 1895 - 26 avril 1898 : général Faure-Briguet
- 29 avril 1898 : général Marchand
- 10 octobre 1902 : général Soyer
- 20 février 1908 : général Courbebaisse
- 14 janvier 1911 : général de Ferron
- 31 janvier 1912 : général Espinasse
- 20 juin 1914 : général Baret
- 24 août 1914 : général Blazer
- 13 janvier 1915 : général de Bazelaire
- 3 novembre 1915 - 8 juin 1916 : général Legrand
- 8 juin 1916 : général Joseph Barthélémy
- 8 juin 1917 - : général Roux
- 15 septembre 1919 - 23 septembre 1923 : général Farret[Note 1]
- 1923 : général Demetz
- 1928 : général Feantz

## Les généraux commandant la27edivisiond'infanterie alpine (DIAlp)
- 8 février 1930-5 juin 1931 : général Dosse
- 1931 : général Pellegrin
- 1934 : général Godfroy
- 1937 : général Cartier
- 2 février 1939 - 1940 : général Doyen
- 1940 : général de Bizemont
- 1940 : Colonel Marie
- 1944 : lieutenant-colonel Vallette d'Osia
- 1945-1946 : général Molle
- 1949 : général Collignon
- 1951 : général Humbert
- 1952 : général Vallette d'Osia
- 1955 : général Gouraud
- 1957 : général Guérin
- 1958 : général Faure
- 1960 : général de Camas
- 1961 : général Simon
- 1962 : général Le Ray

## Les généraux commandant la 27e brigade alpine
- 1963 : général Hallé
- 1965 : général Thénoz
- 1967 : général Lescan
- 1969 : général Etcheverry
- 1971 : général Vaillant
- 1973 : général Laurens
- 1975 : général Bosshardt

## Les généraux commandant la 27e division alpine
- 1976 : général Laurens
- 1978 : général Astorg
- 1980 : général Barthez
- 1982 : général Gaillard
- 1984 : général Lionnet
- 1986 : général d'Auber de Peyrelongue
- 1988 : général Giraud
- 1990 : général Basseres
- 1993 : général Meyer

## Les généraux commandant la 27e division d'infanterie de montagne
- 1994 : général Meyer
- 1995 : général Glevarec
- 1997 : général Allamand

## Les généraux commandant la 27e brigade d'infanterie de montagne
Voir sur la page de la 27e brigade d'infanterie de montagne

## Première Guerre mondiale
Mobilisée dans la 14e Région, la division appartient au 14e corps d'armée, au sein de la 1re armée française.

### Composition au cours de la guerre
- 53e brigade :

75e régiment d'infanterie d'août 1914 à novembre 1918
140e régiment d'infanterie d'août 1914 à novembre 1918
14e bataillon de chasseurs alpins d'août à novembre 1914
- 54e brigade :

52e régiment d'infanterie d'août 1914 à novembre 1918
7e bataillon de chasseurs alpins d'août à novembre 1914
415e régiment d'infanterie de mai 1915 à novembre 1916
416e régiment d'infanterie avril 1915 et de novembre 1916 à novembre 1918
8e régiment d'infanterie territoriale d'août à novembre 1918
- Cavalerie :

9e régiment de hussards (1 escadron)
- Artillerie :

2e régiment d'artillerie de campagne (3 groupes 75) d'août 1914 à novembre 1918
1er régiment d'artillerie de montagne (1 batterie de 65) d'août 1914 à janvier 1915
2e régiment d'artillerie de montagne (1 batterie de 65) d'août 1914 à janvier 1915
124e batterie de 58 du 6e régiment d'artillerie de campagne de janvier 1916 à janvier 1918
101e batterie de 58 du 2e régiment d'artillerie de campagne de janvier à août 1918
6e groupe de 155c du 114e régiment d'artillerie de juillet à novembre 1918
- Génie :

4e régiment du génie (compagnie 14/1)

### Historique

#### 1914
- 5 – 9 août : transport par VF dans les Vosges, vers Lépanges ; concentration.
- 9 – 24 août : mouvement offensif, par Corcieux, vers les cols du Bonhomme et de Sainte-Marie.

13 - 16 août : combats vers le col du Bonhomme et vers Sainte-Marie-aux-Mines. À partir du 20 août, mouvement par Saales, en direction de Schirmeck : combats vers Salm et Vaquenoux, puis défense de la région est de Prayé, col du Hantz.
- 24 août – 13 septembre : repli vers la Meurthe, dans la région Moyenmoutier, Ban-de-Sapt. À partir du 25, engagée dans la Bataille de la Mortagne :

Offensive en direction de Raon-l’Etape et combats vers Saint-Blaise-la-Roche. Puis le 27, repli derrière la Meurthe.
Combats vers Étival, Saint-Remy, Nompatelize, La Bourgonce, La Salle et la Croix-Idoux. À partir du 11 septembre, offensive jusque dans la région de Senones, Raon-l'Étape.
- 13 – 17 septembre : retrait du front et mouvement vers Rambervillers. À partir du 14, occupation de la ligne de la Meurthe, entre Baccarat et Saint-Clément.
- 17 – 24 septembre : retrait du front, et, à partir du 19, transport par VF, de la région de Châtel-sur-Moselle, au nord-est de Clermont. À partir du 21, mouvement par étapes vers le nord, par Rollot et Arvillers, jusque vers Rosières-en-Santerre.

#### 1915
- 24 septembre 1914 – 8 août 1915 : engagée dans la 1re Bataille de Picardie : violents combats vers Maucourt, Chaulnes, Lihons et Vermandovillers. Stabilisation et occupation d’un secteur vers Maucourt et Herleville (guerre des mines)[1].

17 - 20 décembre : attaques françaises et contre-attaques allemandes.
- 8 – 16 août : retrait du front et repos vers Breteuil. À partir du 11 août, transport par VF dans la région de Courtisols.
- 16 août – 29 septembre : mouvement vers le front et occupation d’un secteur vers le moulin de Perthes et le bois Sabot, réduit à gauche, le 27 août, jusqu’à l’est du bois Sabot. Engagé du 25 au 29 septembre, dans la 2e Bataille de Champagne. Attaques françaises à l’est de la cote 193, et enlèvement de toute la 1re position allemande.

27 septembre : réduction de la zone d’action qui est limitée, à droite, à la cote 193.
- 29 septembre 1915 – 5 mars 1916 : retrait du front et repos vers Courtisols et Pogny. À partir du 15 octobre, transport par VF dans la région de Giromagny ; repos, instruction. À partir du 19 décembre, mouvement, par Mélisey et Plombières-les-Bains, vers le camp d'Arches ; instruction. À partir du 10 janvier 1916, occupation d’un secteur vers l’Hartmannswillerkopf, sous les ordres de la 66e DI. À partir du 11 février, mouvement vers Montbéliard ; travaux. À partir du 28 février, transport par VF dans la région de Gondrecourt. Repos vers Ligny-en-Barrois.

#### 1916
- 5 mars - 13 mai : mouvement vers la région sud de Souilly, puis vers celle de Verdun. À partir du 10 mars, engagée dans la bataille de Verdun, d'abord par éléments vers la ferme de Thiaumont et Damloup, puis à partir du 21 mars en entier vers le sud de Damloup et d'Eix.
- 13 mai - 26 juin : retrait du front (éléments en secteur jusqu'au 30 mai), puis transport par camions vers Pierrefitte ; repos.
- 26 juin - 12 août : mouvement vers le front et occupation d'un secteur vers le sud du village des Éparges et Bonzée.

7 juillet : attaque allemande.
- 12 - 28 août : retrait du front, puis occupation d'un secteur entre la route de Verdun et Vaux-devant-Damloup et la ferme Dicourt, éléments en secteur dès le 8 août.

18 août : attaque française sur le bois du Chênois.
- 28 août - 4 septembre : retrait du front, repos vers Chaumont-sur-Aire. À partir du 3 septembre, transport par VF dans la région de Fismes.
- 4 septembre 1916 - 2 janvier 1917 : occupation d'un secteur vers Loivre et Berry-au-Bac.

#### 1917
- 2 janvier - 2 février : retrait du front ; repos et instruction vers Ville-en-Tardenois. À partir du 15 janvier, mouvement par étapes vers Neuilly-en-Thelle ; repos.
- 2 - 27 février : transport par camions vers Hangest-en-Santerre et occupation d'un secteur entre Chilly et la route d'Amiens à Roye.
- 27 février - 13 mars : retrait du front (relève par les troupes britanniques) ; repos vers Breteuil.
- 13 mars - 2 avril : occupation d'un secteur entre l'Avre et la route d'Amiens et de Roye. À partir du 17 mars, poursuite des troupes allemandes lors de leur repli stratégique (opération Alberich) : combats à Jussy et à Hinacourt. À partir du 21 mars, occupation d'un secteur vers Essigny-le-Grand et au nord de Vendeuil. À partir du 30 mars, en seconde ligne.
- 2 - 25 avril : retrait du front, mouvement vers Noyon ; repos et travaux. Le 13 avril, mouvement vers Jussy et le 15 avril vers Noyon ; repos.
- 25 avril - 8 mai : occupation d'un secteur vers Urvillers et Grugies.
- 8 - 16 mai : retrait du front, mouvement vers Noyon ; puis transport par camions vers Fismes.
- 16 mai - 28 juin : engagée dans la bataille du Chemin des Dames, occupation d'un secteur entre la ferme d'Hurtebise et la route de Paissy à Ailles.

20 mai : violente attaque allemande.
- 28 juin - 24 juillet : retrait du front, mouvement vers Lassigny et à partir du 4 juillet, instruction au camp.
- 24 juillet - 28 août : mouvement vers Jussy, puis occupation d'un secteur vers Moÿ-de-l'Aisne et Urvillers.
- 28 août - 23 octobre : retrait du front, mouvement vers Salency ; repos. Le 15 septembre, mouvement vers Attichy et à partir du 21 septembre, travaux préparatoires vers le moulin de Laffaux en vue de l'offensive projetée.
- 23 octobre - 8 novembre : engagée dans la bataille de la Malmaison vers la ferme de Mennejean et le moulin de Laffaux ; progression jusqu'à l'Ailette. Organisation des positions conquises vers Anizy-le-Château et la ferme Rosay.
- 8 novembre - 7 décembre : retrait du front et transport par camions dans la région Chamant, Senlis, Gonesse (camp retranché de Paris) ; à partir du 19 novembre mouvement par étapes vers Senlis ; repos.
- 7 - 17 décembre : mouvement vers Attichy ; repos.
- 17 décembre 1917 - 10 janvier 1918 : transport par VF d'Attichy dans la région de Mailly-le-Camp ; repos et instruction au camp.

#### 1918
- 10 janvier - 15 avril : transport par VF de Mailly-le-Camp dans la région de Luxeuil-les-Bains ; repos. À partir du 24 janvier, occupation d'un secteur entre le canal du Rhône au Rhin et Burnhaupt-le-Haut ; à partir du 26 mars, extension du front à gauche jusqu'à Leimbach.
- 15 avril - 2 mai : retrait du front et repos vers Héricourt et Champagney. À partir du 23 avril, transport par VF dans les Flandres (région de Dunkerque) ; repos vers Bergues, puis travaux dans la partie sud des monts des Flandres.
- 2 mai - 7 juin : engagée dans la bataille des Flandres, occupation d'un secteur vers le nord de Bailleul et le château de Locre.

4 mai : attaque sur Koutkot et Haegedoorne.
- 7 juin - 7 juillet : retrait du front et repos vers Oudezeele. À partir du 26 juin, transport par VF, de Saint-Omer, dans la région de Coulommiers, puis transport par camions vers le front.
- 7 juillet - 7 août : occupation de positions de seconde ligne vers Prosnes. Du 15 au 18 juillet, éléments engagés dans la 4e bataille de Champagne, résistance à l'offensive allemande. À partir du 21 juillet, occupation d'un secteur entre la ferme de Moscou et la Suippe, combats dans cette région.
- 7 - 27 août : retrait du front, repos dans la région de Châlons-sur-Marne, Épernay. À partir du 19 août, mouvement par étapes vers Cumières par Pocancy.
- 27 août - 28 octobre : transport par VF vers Lunéville et à partir du 2 septembre occupation d'un secteur vers Domèvre-sur-Vezouze et Leintrey.
- 28 octobre - 11 novembre : retrait du front et repos vers Gerbéviller. Le 11 novembre, mouvement vers Rosières-aux-Salines en vue de participer à l'offensive en préparation.

### Rattachements
Affectation organique : 14e CA, d’avril 1915 à novembre 1918
- 1re armée

2 août - 20 septembre 1914
20 - 24 janvier 1917
- 2e armée

20 septembre 1914 - 2 août 1915
20 septembre - 15 octobre 1915
28 février - 3 septembre 1916
- 3e armée

24 janvier - 11 mai 1917
28 juin - 31 août 1917
- 4e armée

17 décembre 1917 - 10 janvier 1918
2 juillet - 17 août 1918
- 5e armée

3 septembre 1916 - 17 janvier 1917
17 - 27 août 1918
- 6e armée

2 - 11 août 1915
17 - 20 janvier 1917
11 mai - 28 juin 1917
31 août - 17 décembre 1917
26 juin - 2 juillet 1918
- 7e armée

15 octobre 1915 - 28 février 1916
10 janvier - 23 avril 1918
- 8e armée

27 août - 10 novembre 1918
- 10e armée

10- 11 novembre 1918
- Détachement d'Armée du Nord

23 avril - 26 juin 1918
- Groupement Pétain

11 août - 20 septembre 1915

## L'Entre-deux-guerres
Avant le début de la guerre en août 1939, la division est organisée comme suit :
- 53e brigade d'infanterie :
  - 99e régiment d'infanterie alpine à Lyon
  - 5e demi-brigade de chasseurs alpins :
    - 7e bataillon de chasseurs alpins d'Albertville
    - 13e bataillon de chasseurs alpins de Chambéry
    - 27e bataillon de chasseurs alpins d'Annecy
- 54e brigade d'infanterie :
  - 159e régiment d'infanterie alpine à Briançon
  - 7e demi-brigade de chasseurs alpins à Gap
    - 6e bataillon de chasseurs alpins à Grenoble
    - 11e bataillon de chasseurs alpins à Gap
    - 15e bataillon de chasseurs alpins à Barcelonnette

  - 93e régiment d'artillerie de montagne à Grenoble

## Seconde Guerre mondiale

### Composition en 1940
En mai 1940, la 27e division d'infanterie alpine se compose de :
- 71e régiment d'infanterie
- 140e régiment d'infanterie alpine
- 159e régiment d'infanterie alpine
- 7e demi-brigade de chasseurs alpins
  - 15e bataillon de chasseurs alpins
  - 11e bataillon de chasseurs alpins
  - 28e bataillon de chasseurs alpins
- 58e régiment d'artillerie divisionnaire
- 258e régiment d'artillerie lourde divisionnaire
- 20e groupe de reconnaissance de division d'infanterie
- et tous les services (Sapeurs mineurs, télégraphique, compagnie auto de transport, groupe sanitaire divisionnaire, groupe d'exploitation etc.)

### Reconstitution de la27edivision d'infanterie alpineen septembre 1944
En septembre 1944, une « Division Alpine » est créée pour encadrer les FFI des Alpes. Elle est confiée au colonel Vallette d’Osia et installe son PC à Challes-les-Eaux. Elle est réorganisée à partir de bataillons FFI. En novembre la division est rebaptisée 27e DIA (Division d’Infanterie Alpine) et  elle reprend l’insigne d'origine. En janvier 1945, la division est confiée au général Molle, dont l'adjoint est le colonel Valette d'Osia, puis intégrée au détachement d'armée des Alpes (DAA), créé le 1er mars 1945, commandé par le général Doyen. Son infanterie comprend alors deux demi-brigades de chasseurs alpins : 
- La 5e demi-brigade, commandée par le colonel de Galbert, avec le 7e BCA (commandant de Buttet), le 13e BCA (commandant Héritier) et le 27e BCA (commandant Godard).
- La 7e demi-brigade, commandée par le lieutenant-colonel Le Ray, avec le 6e BCA (commandant Costa de Beauregard), le 11e BCA (capitaine Grand) et le 15e BCA (commandant Lecoanet)

ainsi que le 159e RIA (lieutenant-colonel Marielle-Tréouart).

### Historique
En date du 20 mai 1940, dans une convention militaire française, secrète, avec la Suisse, le général Prételat fait allusion au détachement formé par les 13e et 27e division d'infanterie et la 2e brigade de spahis du 7e corps de la 8e armée chargé de prendre contact avec l'aile gauche de l'armée suisse, vers Bâle dans la trouée de Gempen.
Le 8 juin 1940, la division contre-attaque sur le Mont-de-Soissons, livrant des combats très violent.
En janvier 1945 le général Molle (et son adjoint le colonel Valette d'Osia) prend le commandement de la division reconstituée en septembre 1944 qui est la division principale du détachement d'armée des Alpes sous le commandement, à partir du 1er mars, du général Doyen. La division passe à l’offensive du 23 mars au 28 avril 1945. Les Allemands sont contraints d'abandonner la crête des Alpes et les troupes françaises peuvent pénétrer en Italie.

## Depuis 1945
Le 4 septembre 1945 , elle remplace la 4e division marocaine de montagne dans la zone d'occupation française en Autriche qui disparait le 26 octobre 1955.